# Telenomus danubialis
Telenomus danubialis är en stekelart som först beskrevs av Szelényi 1939.  Telenomus danubialis ingår i släktet Telenomus, och familjen gallmyggesteklar. Arten är reproducerande i Sverige.